# Beth Shriever
Beth Shriever (Leytonstone, 25 de dezembro de 1999) é uma ciclista britânica.
Shriever começou a treinar em seu clube local em Braintree e começou a competir nos fins de semana. Em 2017, se tornou a campeã mundial júnior. Ela conquistou a medalha de ouro na corrida BMX nos Jogos Olímpicos de 2020 em Tóquio. Ela foi nomeado membro da Ordem do Império Britânico.